# 1103
Cette page concerne l'année 1103  du calendrier julien. Pour l'année 1103 av. J.-C., voir 1103 av. J.-C.
L'année 1103 est une année commune qui commence un jeudi.

## Événements

### Proche-Orient
- 19 mars : Muhammed Ier est battu à Khoi en Azerbaïdjan par son frère le sultan saljûqide Barkyaruq ; une paix est signée en janvier 1104 : Barkyaruq garde le titre de sultan et Isfahan, l’Irak `Ajami et le Fars, Muhammed  l’Azerbaïdjan, l’Arménie, Diyarbakır et Mossoul, Sanjar conserve le Khorassan et la Transoxiane[1].

- 1er mai : le beau-père de Ridwan d'Alep, Janâh al-Dawla, émir de Homs, est assassiné par les batinis dans la grande mosquée d’Alep pendant la prière du vendredi[2]. La secte des Assassins envoie alors auprès de Ridwan un nouveau conseiller perse, Abu Tahir, dit l’orfèvre[3].
- Mai : libération de Bohémond de Tarente par Danichmend contre deux cent soixante mille dinars[4] de rançon et la libération de la fille de Yaghi Siyan, l’ancien maître d’Antioche, qui était captive. Bohémond rentre à Antioche, où il fait payer aux musulmans des villes voisines le prix de sa rançon, puis part ensuite pour l’Europe[3].

- Raymond de Saint-Gilles construit avec l’aide byzantine Mont-Pèlerin (le « Qalaat Saint-Gilles » ), forteresse destinée à bloquer Tripoli du côté de la terre[3]. Le cadi Fakhr al-Mulk tente à plusieurs reprises de prendre la citadelle.
- La principauté seldjoukide des Saltukides d’Erzurum est attestée[5].

### Europe
- 6 janvier : assemblée de Mayence. L’empereur Henri IV proclame la Paix impériale (Landfrieden)[6]. Elle assure notamment les juifs de sa protection[7] contre le versement d’un impôt spécial.

- 10 mars : pacte de Douvres entre Henri Ier Beauclerc et Robert II de Flandre contre Robert Courteheuse, duc de Normandie et frère de Henri[8].

- Printemps : en Russie, un congrès réunit les princes Sviatopolk II et Vladimir Monomaque au lac Dolobskoi près de Kiev pour définir une défense commune des frontières de la steppe. Ils lancent une campagne victorieuse contre les Polovtses (Coumans), première d’une série de contre-offensives dans les steppes (1109, 1110, 1111, 1116)[9].

- 29 juin, Liège : paix entre le comte Robert II de Flandre et l’empereur Henri IV[10].
- 10 juillet, Paphos : mort de Erik Ier Eigod, roi de Danemark, à Chypre lors d’un pèlerinage à Jérusalem. Sa femme et sa fille continuent le voyage. La nouvelle de sa mort n’est connu au Danemark qu’en 1104[11].

- 24 août : le roi de Norvège Magnus Barfot, après avoir mené des expéditions dans les Hébrides et les Orcades, puis sur l’île de Man et le Pays de Galles, trouve la mort en Irlande. Ses trois fils Sigurd Ier (fin de règne en 1130), Olav IV Magnusson (1100-1115) et Eystein Ier (mort en 1123) se partagent pacifiquement le pouvoir[12].

- Création de l’archevêché de Lund (Scanie), métropole de la Scandinavie, par le pape Pascal II[13]. Ascer reçoit le Pallium d'archevêque en 1104. L’archevêque de Brême soustraira un temps la Norvège et la Suède à la suprématie de Lund, qui la reprendra en 1139.